# Sportovec roku 1959
Sportovec roku 1959 byl první ročník ankety sportovních novinářů o nejlepšího sportovce Československa. Prvním vítězem se stal vodní slalomář Vladimír Jirásek. Toho roku přivezl dvě zlata z mistrovství světa v Ženevě.

## První desítka
1. Vladimír Jirásek (vodní slalom)
2. Karol Divín (krasobruslení)
3. Ladislav Novák (fotbal)
4. Vilém Mandlík (atletika)
5. Pavel Kantorek (atletika)
6. Vladimír Šedina (motorismus)
7. Vladimír Kudrna (střelba)
8. Karel Gut (lední hokej)
9. Titus Bubeník (fotbal)
10. Věra Čáslavská (gymnastika)